# Řád karmelitánů
Řád bratří blahoslavené Panny Marie na hoře Karmel, zkráceně též řád karmelitánů, či jen karmelitáni (latinsky Ordo fratrum Beatæ Virginis Mariæ de monte Carmelo, zkr. OCarm.) je katolický řád založený ve 12. století poustevníky žijícími v ústraní v pohoří Karmel v dnešním Izraeli, poblíž města Haifa. Od názvu tohoto pohoří následně řád získal své jméno. Dnes má tento žebravý řád na celém světě asi dva tisíce členů.

## Historie řádu

### Počátky řádu
Karmelitánská tradice klade počátek řádu ke komunitě poustevníků, která měla navázat na školy proroků Starého zákona, avšak pro toto tvrzení neexistují dnes žádné historické dokumenty. Hora Karmel se však nejpozději ve 12. století stala útočištěm společenství řeholníků, kteří vědomě navazovali svým životem na příklad starozákonního Hospodinova proroka Elijáše, který na této hoře svedl významný „souboj“ s proroky boha Baala a bohyně Aštarte.

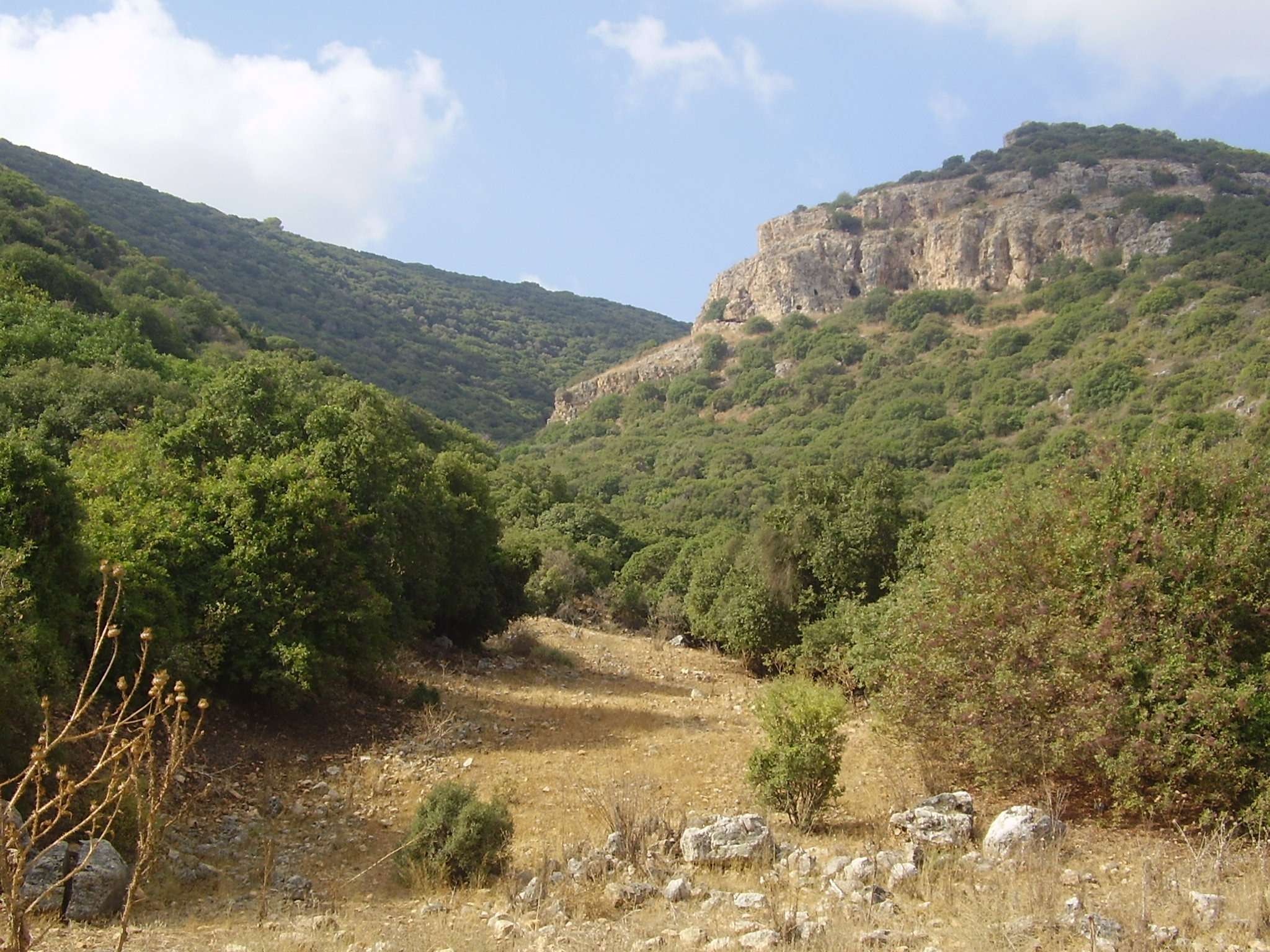
Pohoří Karmel, místo vzniku karmelitánského řádu

Roku 1209 získali tito poustevníci pravidla od patriarchy Alberta Jeruzalémského. Tato formula vitae obsahuje šestnáct článků, které zdůrazňují poslušnost převorovi, stálost místa (klášter), vytrvalost v modlitbě, chudobu, zachovávání posvátného mlčení (silentium), abstinenci od masa a půst od Povýšení svatého Kříže (14. září) do Velikonoc. Tuto původní řeholi pak schválil roku 1226 papež Honorius III.
Vzhledem k dějinným okolnostem (výsledek křížových výprav a napětí mezi Východem a Západem) karmelští řeholníci opustili roku 1238 Svatou zemi a usadili se na Kypru a Sicílii, později též v Anglii, jižní Francii. Jejich počet vzrostl natolik, že již roku 1245 se koná v anglickém Aylesfordu první generální kapitula řádu, která zvolila jako svého generálního představeného bl. Šimona Stocka. Ačkoli byl zvolen již jako osmdesátiletý, spravoval řád celých 20 let, během nichž se řád nadále rozvíjel.
Hnědý škapulíř, který podle řádové tradice jejímu prvnímu generálovi Šimonu Stockovi předala Panna Maria, symbolizuje příslib spásy pro křesťana, který jej nosí.

### Řádové reformy
V průběhu 14. a 15. století došlo k úpadku řádu, který si vyžádal reformu. Roku 1431 nebo 1432 papež Evžen IV. provedl několik zásahů do karmelitánské řehole a roku 1459 svěřil papež Pius II. do rozhodnutí generála také otázku přísnosti jednotlivých postů.
Generál Jan Soreth se pokoušel znovu obnovit původní asketismus, ale roku 1471 byl otráven. Ještě předtím, roku 1452 však založil ženskou větev řehole. Sixtus IV. založil roku 1476 třetí řád karmelitánů, který získal roku 1635 vlastní řeholi.
V průběhu 16. století došlo k několika dočasným pokusům o reformu řádu, ale teprve v jeho 2. polovině se podařilo sv. Terezii od Ježíše společně se sv. Janem od Kříže navrátit k původní karmelitánské řeholi. Přesto však došlo k rozdělení uvnitř řádu – na ty, kdo se k reformě připojili (tzv. bosí karmelitáni), a na ty, kdo dál žili podle řehole Evžena IV. Dochází k definitivnímu rozdělení obou větví a od roku 1593 mají bosí karmelitáni svého vlastního generála.

## Karmelitáni v českých zemích

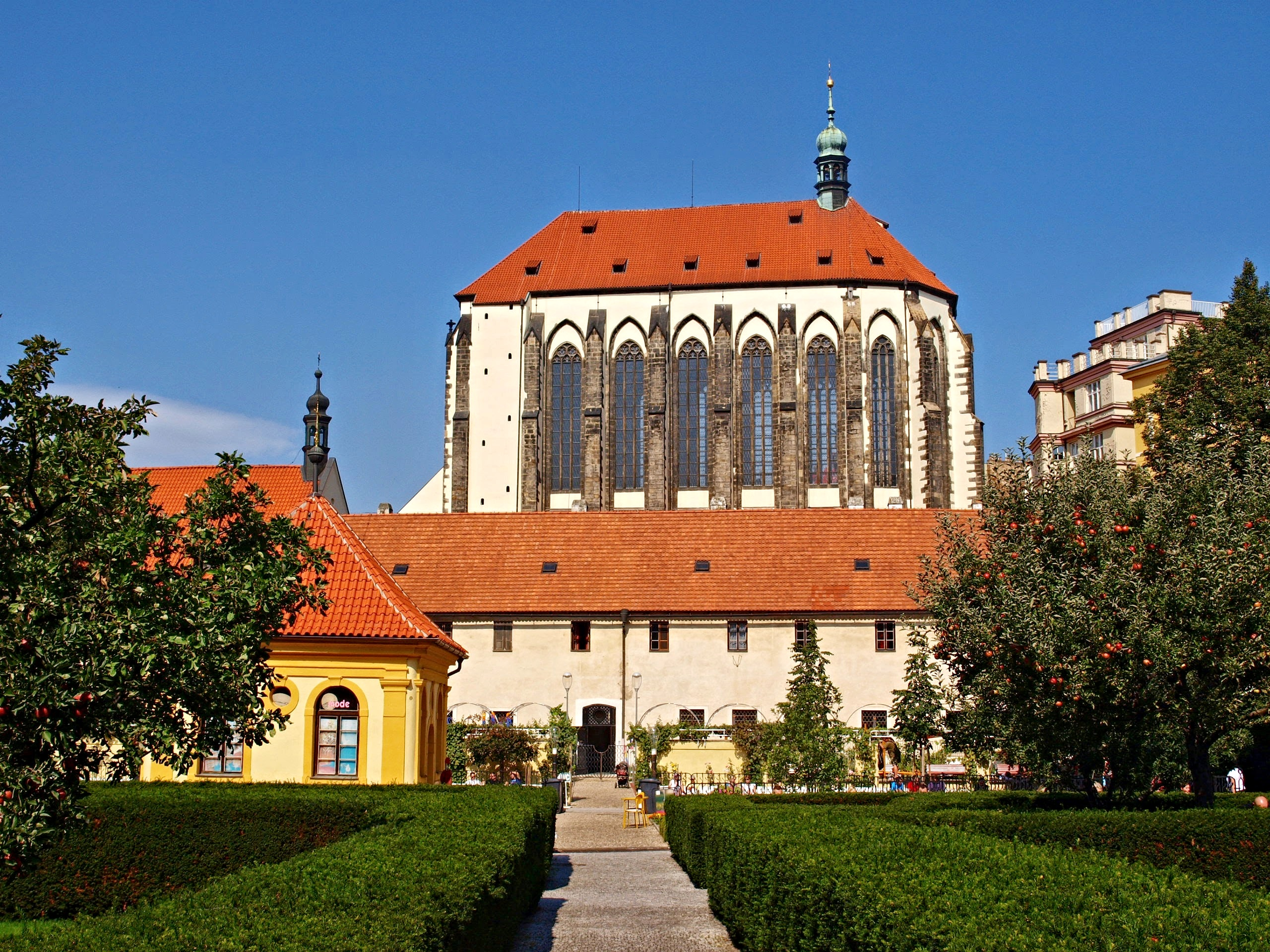
Kostel Panny Marie Sněžné v Praze a první český karmelitánský klášter

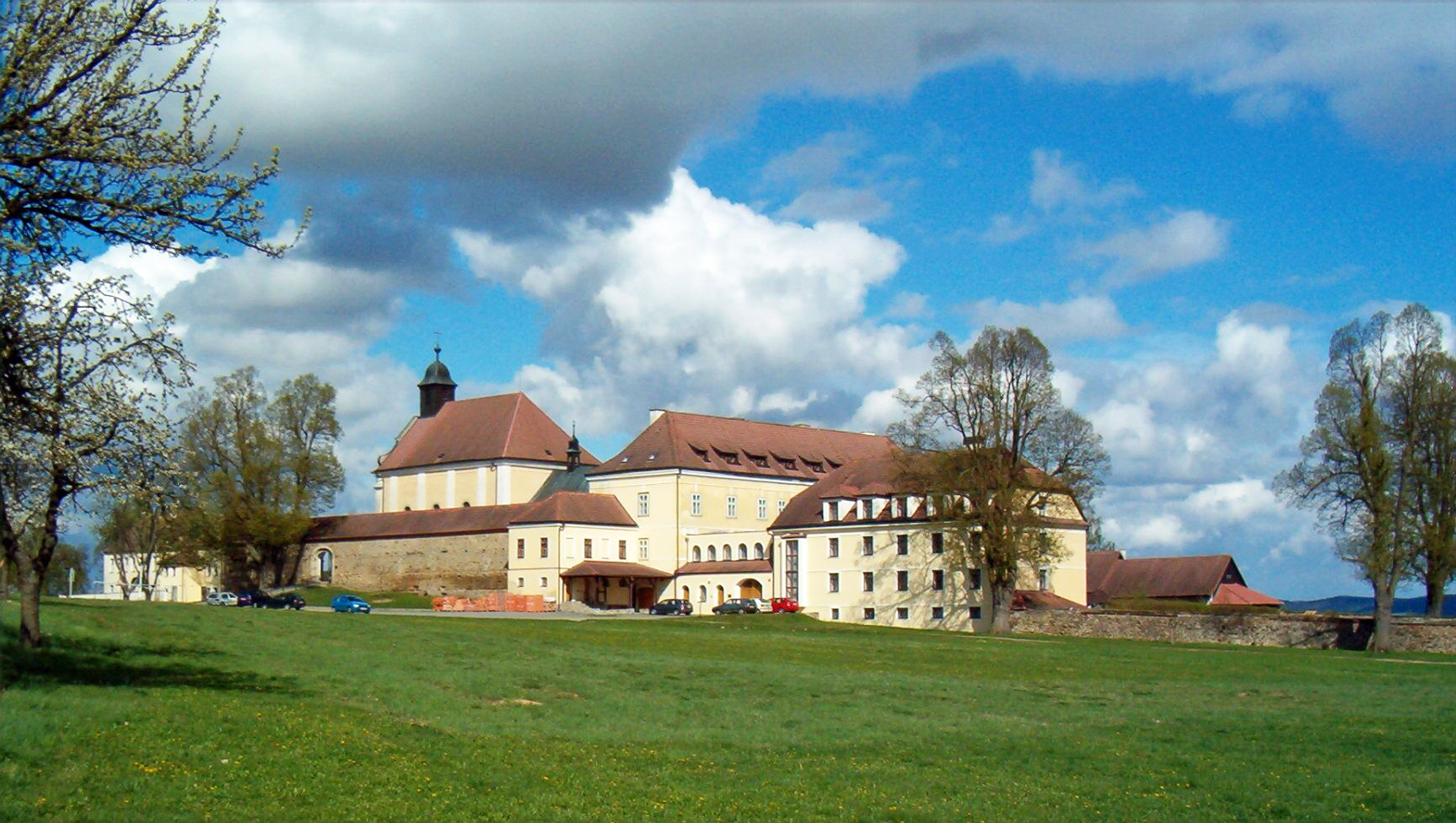
Klášter v Kostelním Vydří, sídlo Karmelitánského nakladatelství

První karmelitáni přišli do českých zemí roku 1347, když Karel IV. nechal v Praze na Novém Městě pro karmelitány položit základní kámen kostela Panny Marie Sněžné, kde vybudovali první karmelitánský (později františkánský) klášter. O několik let později byli karmelitáni uvedeni Karlem IV. také do Tachova. Zprvu čeští karmelitáni patřili do hornoněmecké provincie, roku 1411 však byli přičleněni do nově zřízené sasko-česko-polské provincie.
Již následujícího roku začalo pro karmelitány obtížné období – dav vedený Jeronýmem Pražským vtrhl do kostela Panny Marie Sněžné, rozmetal relikviáře a fyzicky napadl karmelitánského kazatele. Když se pak husitské bouře rozhořely naplno, karmelitáni se rozprchli a jejich pražský kostel byl vypleněn Janem Želivským. Po dvou desetiletích se karmelitáni do Prahy vrátili jen na velmi krátký čas. Ve druhé polovině patnáctého století byl založen karmelitánský klášter v Chyši.
Úspěšný návrat do Prahy zažili karmelitáni až roku 1627, kdy jim císař Ferdinand II. předal kostel svatého Havla, rozvoj však nastal až po skončení třicetileté války, kdy si zde řád vybudoval nový klášter. Roku 1785 však byl klášter Josefem II. zrušen.
Poslední příchod karmelitánů do českých zemí se odehrál roku 1908, kdy převzali farnost Kostelní Vydří, slibný vývoj však přerušila nacistická a komunistická diktatura. Teprve po roce 1989 se mohl karmelitánský řád v českých zemích opět začít rozvíjet. V současné době se karmelitánské konventy nacházejí v Kostelním Vydří, Praze (v městské části Liboc) a Olomouci. Roku 2008 tyto konventy čítaly 18 bratří, roku 2016 již jen 16. V letech 1991-2019 karmelitání provozovali Karmelitánské nakladatelství.
Od roku 2004 do 30. května 2010 v Česku působil také řád karmelitek, jehož sestry bydlely od roku 2007 na faře ve Volfířově.

## Spiritualita řádu
Karmelitánská spiritualita klade důraz především na kontemplaci, bratrské společenství a službu uprostřed lidu, přičemž všechny tyto složky jsou vzájemně propojeny – karmelitáni se snaží službou mezi lidmi předávat svou kontemplativní zkušenost Boha, která je rozvíjena v bratrském společenství. Karmelitáni čerpají svou inspiraci zejména z příkladu proroka Elijáše a Panny Marie a skládají slib poslušnosti, chudoby a čistoty.
Obutí karmelitáni patří mezi řády, které i po tridentské liturgické reformě podržely svou vlastní liturgickou tradici, nepřijaly římské liturgické knihy a až do reforem Druhého vatikánského koncilu užívali vlastní karmelitánský ritus pro mši svatou a vlastní breviář. (Naopak jedním ze stěžejních prvků tereziánských reforem, z nichž vzešli bosí karmelitáni, bylo zřeknutí se řádové liturgické tradice a přijetí jednodušších římských knih v zájmu uvolnění času a sil pro kontemplativní modlitbu.)